# Monx roasters
Monx Roasters is een Belgische specialty koffiebranderij gevestigd in Zonhoven (Limburg). Het bedrijf werd opgericht in 2016 door Jan Kuppers en Wilfried Thuwis.
Het bedrijf richt zich op het produceren en leveren van hoogwaardige specialty coffee voor zowel particulieren als de professionele markt waaronder vooral kantoren, maar ook horeca en retail. Monx Roasters staat bekend om zijn slow roast-methode, het gebruik van uitsluitend Arabica-bonen met een score van minimaal 82/100 volgens de normen van de Specialty Coffee Association (SCA), directe handel én integratie van innovatieve productietechnieken zoals het gebruik van een colour sorter na het branden. Dit post-roast sorteringsproces is internationaal vrij uniek en dat maakt deze Belgische koffiebrander speciaal. 

## Geschiedenis
Monx Roasters werd in juli 2016 opgericht door Jan Kuppers en Wilfried Thuwis. Twee vrienden die elkaar kennen vanuit de jeugdbeweging Chiro. Beiden deelden een passie voor ambachtelijke producten; aanvankelijk verdiepten ze zich in zythologie en het brouwen van bier, maar al snel verschoof hun aandacht naar koffie.
De branderij startte microbranderij bij Jan Kuppers thuis  met Probat 12-brander waarmee ze tot 12 kilogram specialty coffee bonen gingen branden naar eigen profiel. De naam Monx is een knipoog naar de rol die monniken hebben gespeeld in de geschiedenis, de ontwikkeling en verfijning van het product koffie.
In 2020 verhuist de branderij naar het centrum van Zonhoven om er ook een winkel mét degustatieruimte uit te bouwen. Maar al snel werd ook die locatie te klein waardoor het bedrijf in 2023 opnieuw verhuist naar het bedrijventerrein industriezone De Waerde. De grotere locatie aan de senator A Jeurissenlaan bood ruimte voor groei.
Met de installatie van een Loring S35 Kestrel™-brander verdubbelt het volume en er wordt ook een geavanceerde colour sorter toegevoegd, waarmee Monx Roasters elke boon na het branden digitaal controleert en selecteert. Deze tussenstap, zo voor het afvullen van de koffiezakken, is allerminst gebruikelijk in de specialty coffee-wereld en dat garandeert een continue kwaliteitsnorm.

## Productie en specialty coffee
Monx Roasters richt zich volledig op specialty coffee – hoogwaardige Arabica-koffiebonen die scoren boven 82 op 100 volgens de normen van de Specialty Coffee Association. De bonen worden traag en op lagere temperatuur (onder de 220 °C) gebrand om delicate aroma’s te bewaren. Deze ambachtelijke aanpak is anders dan het industriële koffiebranden waarbij men, gericht op kostenefficiëntie en grote volume, zo snel mogelijk aan hoge temperatuur de bonen brandt.
Naast eigen koffieblends als Velvet Brown, Classic Italian, Bold Black en Royal Gold, heeft Monx Roasters ook single origins, dat zijn koffies afkomstig van één land, streek of zelfs één plantage. Daarmee wil het bedrijf zowel constante smaakprofielen bieden (via blends) als unieke terroir-ervaringen (via single origins). Het valt blijkbaar in de smaak van sterrenrestaurants zoals Slagmolen**, Vivendum* en Innesto*. 

## Duurzaamheid
Monx Roasters geeft de voorkeur aan directe handel met transparantie, betere prijzen voor de producenten en langdurige relaties. Daarenboven gebruikt het milieuvriendelijke, CO2 neutraal geproduceerde verpakkingen en engageert het zich voor duurzame productieprocessen. Sinds 2022 neemt het deel aan het Voka Charter Duurzaam Ondernemen en in 2024 werd Monx erkend als SDG Pioneer door CIFAL Flanders/UNITAR, een internationale erkenning voor bedrijven die structureel inzetten op alle 17 Duurzame Ontwikkelingsdoelen van de Verenigde Naties.